# Бибиков, Александр Ильич
Алекса́ндр Ильи́ч Би́биков (30 мая [10 июня] 1729, Москва — 9 [20] апреля 1774, Бугульма) — русский государственный и военный деятель, генерал-аншеф, председатель (маршал) Уложенной комиссии, сенатор; главнокомандующий войсками в борьбе с польскими конфедератами и при подавлении Пугачёвского восстания.

## Биография
Происходил из дворянского рода Бибиковых. Сын инженер-генерал-поручика Ильи Александровича Бибикова и его супруги из рода Писаревых, Бибиков получил домашнее воспитание, но после смерти матери и вступления отца во второй брак был отдан на попечение родственницам, монахиням Зачатьевского монастыря в Москве. В пятнадцатилетнем возрасте (1744) был записан в Артиллерийский и инженерный шляхетный кадетский корпус.

### Военная и государственная карьера
- 1746 — получил чин инженер-прапорщика с местом службы в Петербурге.
- 1748 — переведён в Москву.
- 1749 — определён к строению кронштадтского канала, под начальством генерала Любераса; переведен подпоручиком в артиллерию.
- 1751 — пожалован поручиком и аудитором за усердие и «знание наук», так как занимался ещё с 1749 года переводами с французского языка сочинений по своей специальности; женился на княжне Козловской.
- 1753 — получает первые специальные поручения по службе: одно из них — командировка к русскому посланнику при саксонском дворе для осмотра усовершенствований, введенных в саксонской артиллерии.
- 1756 — послан в Пруссию, Бранденбург и Померанию для разведки о состоянии войск и провиантских магазинов; участвует в Семилетней войне в чине подполковника, командуя  3-м мушкетерским полком.
- 1758 — произведён в полковники за личную храбрость, проявленную в Цорндорфском сражении.
- 1759 — ранен в сражении при Франкфурте-на Одере, по занятии этого города исполнял обязанности коменданта.
- 1761 — во время третьей осады Кольберга 31 августа отряд Бибикова берёт в плен командира прусского деташемента генерала Варнери, 800 человек пленных и фуры с припасами.

По окончании Семилетней войны был произведён в генерал-майоры и назначен шефом Черниговского пехотного полка. За время войны Бибиков познакомился с полковником Михельсоном, ставшим позднее его главным помощником в деле усмирения Пугачевского бунта, сблизился с братьями Паниными (Никитой Ивановичем и Петром Ивановичем).

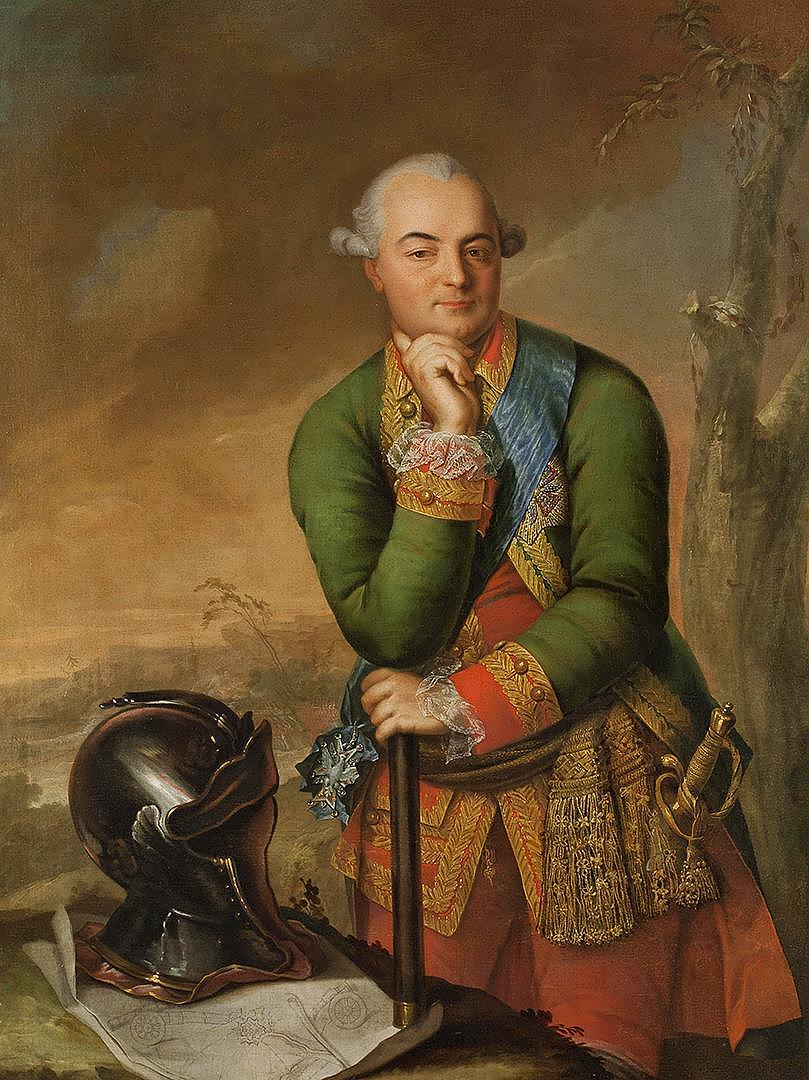
На парадном портрете XVIII века

Екатерина II неоднократно возлагала на Бибикова ответственные поручения:
- 1763 — командировка в Холмогоры для переговоров с принцем Антоном Брауншвейгским с предложением ему свободного выезда за границу, но без детей; в сущности, Бибиков должен был выведать настроение умов. Чересчур восторженный отзыв о старшей дочери принца навлек на Бибикова неудовольствие императрицы, и до осени 1763 года он вынужденно жил в рязанской вотчине.
- 1763—1764 — призван императрицей для усмирения крестьянских мятежей на заводах в Казанской и Симбирской губерниях.
- 1765 — производит смотр частей южных и юго-западных границ России с генерал-поручиком Веймарном, ввиду польских волнений по поводу избрания королём Понятовского. Во время этой поездки, следуя тогдашней моде, записался в Запорожскую сечь.
- 1767 — назначен председателем (маршалом) комиссии по составлению Уложения.
- 1769—1771 — производит смотр границ России с Финляндией в целях выработки плана действий на случай войны со Швецией. За исполнение поручения пожалован премьер-майором лейб-гвардии Измайловского полка, получил предписание присутствовать в военной коллегии. Содействовал устройству особой кадетской роты для малолетних унтер-офицеров из дворян, находившихся в гвардии.
- 1771 — 20 июня назначен командующим армией в Польше, вместо Веймарна, в чине генерал-поручика; действовал против поляков (Барская конфедерация) в 1771—1772. Награждён орденом св. Александра Невского, произведен в генерал-аншефы.
- 1773 — направлен на подавление восстания Пугачёва;

### Подавление Пугачевского бунта
В ноябре 1773 года сменил генерал-майора Кара на посту главнокомандующего войсками для усмирения мятежа. Бибикову была предоставлена полная свобода в выборе средств для подавления волнений. Согласно указу ему подчинялись все военные, гражданские и духовные власти в крае, охваченном волнением. Среди сопровождавших Бибикова лиц был и поэт Державин, тогда подпоручик лейб-гвардии Преображенского полка.
На первых порах Бибиков располагал только 1500 кавалеристами и 2500 пехотинцами. Тем не менее даже при столь незначительных средствах, был склонен не только к защите от мятежников, но и к наступательным действиям. Бибиков произвел укрепление своих войск, организовав дворянскую милицию. Казанское дворянство сформировало из своих людей конный вооруженный корпус в 300 человек и взяло его на своё иждивение. Примеру казанского дворянства последовал казанский магистрат, выставивший конный эскадрон гусар, а также дворянство симбирское, свияжское и пензенское. Усмирение Башкирии было поручено подполковнику Лазареву. Командование казанским корпусом принял на себя родственник Бибикова (троюродный брат) генерал-майор А. Л. Ларионов. В марте 1774 года, имея пунктом соединения местность около Оренбурга, силами отрядов генерал-майора Мансурова, генерала-майора князя Голицына, полковника Бибикова, генерал-майора Фреймана была взята Татищевая крепость; 24 марта подполковник Михельсон, сменивший Ларионова, освободил от мятежников Уфу. Были освобождены города Челябинск, Екатеринбург и Кунгур. Поражение Пугачева 1 апреля под Бердою освободило Оренбург. Пугачев бежал в Башкирию. Бибикову не удалось, однако, увидеть окончательные результаты своей деятельности. Труды и заботы ослабили его здоровье. Узнав о победе под Бердою, он выехал из Казани в Оренбург, но, захворав в пути, остановился в Бугульме.
Он был искусный вождь во брани,

Совета муж, любитель муз,

Отечества подпора тверда,

Блюститель веры, правды друг;

Екатериной чтим за службу,

За здравый ум, за добродетель,

За искренность души его.

Он умер, трон обороняя.

Стой, путник! стой благоговейно.

Здесь Бибикова прах сокрыт.
В 1774 пожалован званием сенатора и орденом св. Андрея Первозванного. Высший орден Российской империи уже не застал его в живых.
А. И. Бибиков скончался 9 апреля 1774 года в Бугульме. Официальная причина смерти — от холеры; по неофициальной версии был отравлен агентом польских конфедератов. После смерти Бибикова казанское дворянство предложило похоронить его в Казани и установить ему памятник. Но по желанию вдовы его прах был перевезен в костромское имение в деревню Борщёвка-Богородское Кинешемского уезда Костромской губернии и там погребен в склепе под алтарем церкви святых первоверховных апостолов Петра и Павла.

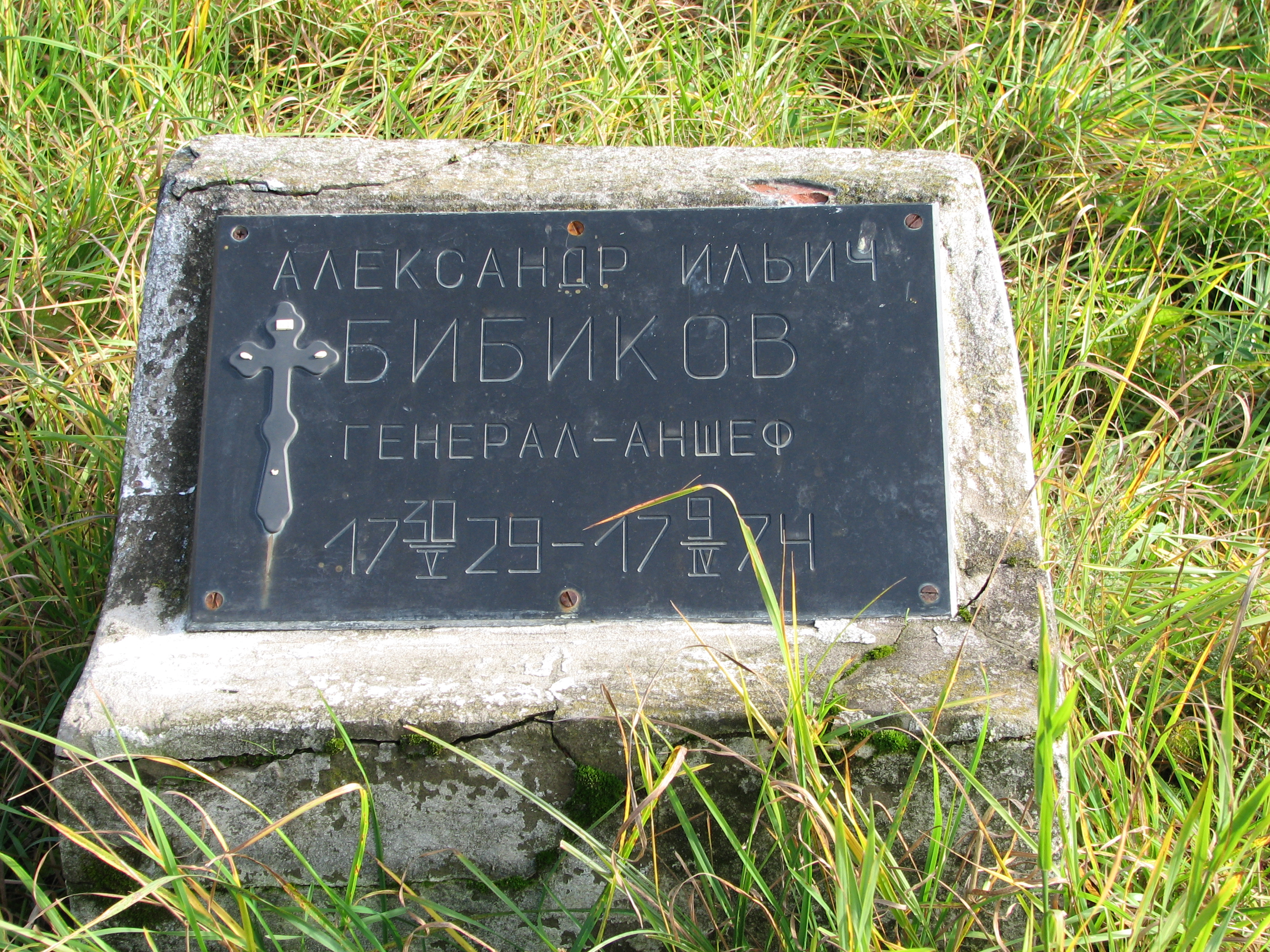

Екатерина II пожаловала супруге и детям Бибикова 2500 душ в Белоруссии, старшего сына произвела в полковники и флигель-адъютанты, второго, десятилетнего Александра, в офицеры гвардии, а дочь во фрейлины.

## Семья
Единокровная сестра Бибикова, Екатерина Ильинична (1754—1824), в 1776 году вышла замуж за М. И. Кутузова.
Был женат на княжне Анастасии Семёновне Козловской (6.12.1729 — 4.05.1800), дочери князя Семена Борисовича Козловского.
- Аграфена Александровна (1755—1812) — фрейлина Екатерины II, была замужем за швейцарцем И. С. Рибопьером, бригадиром, погибшим при штурме Измаила, их сын — граф А. И. Рибопьер; дочь Анастасия была замужем за С. И. Мазаровичем, итальянским врачом и русским дипломатом, руководителем русской миссии в Персии.
- Павел Александрович (1764—1784) — флигель-адъютант.
- Александр Александрович (1765—1822) — российский командир эпохи наполеоновских войн, тайный советник, действительный камергер.
- Илья Александрович (1765—13.01.1779[6])

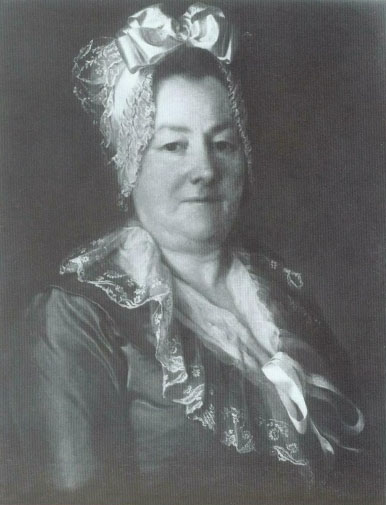
Анастасия Семёновна, жена
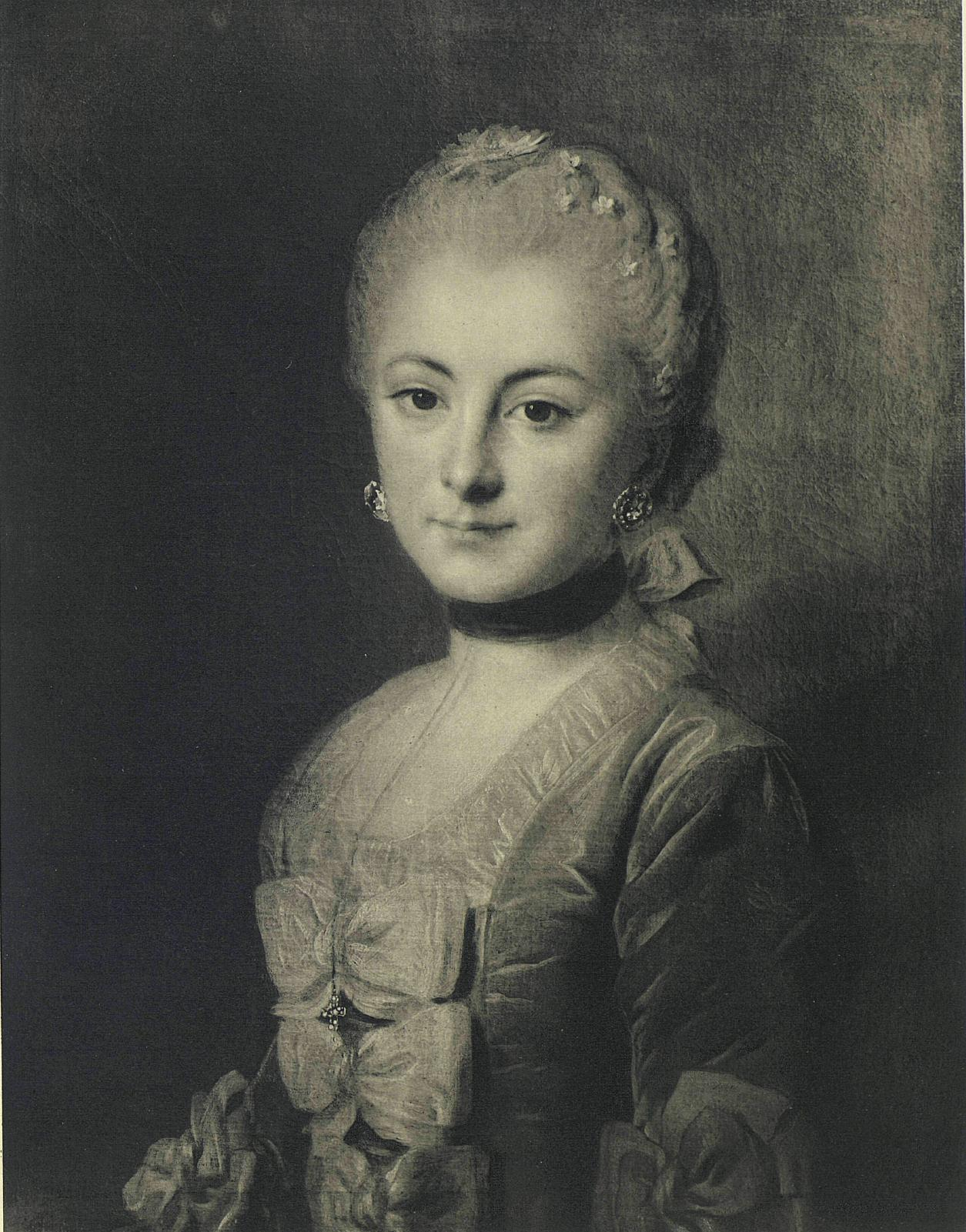
Аграфена, дочь
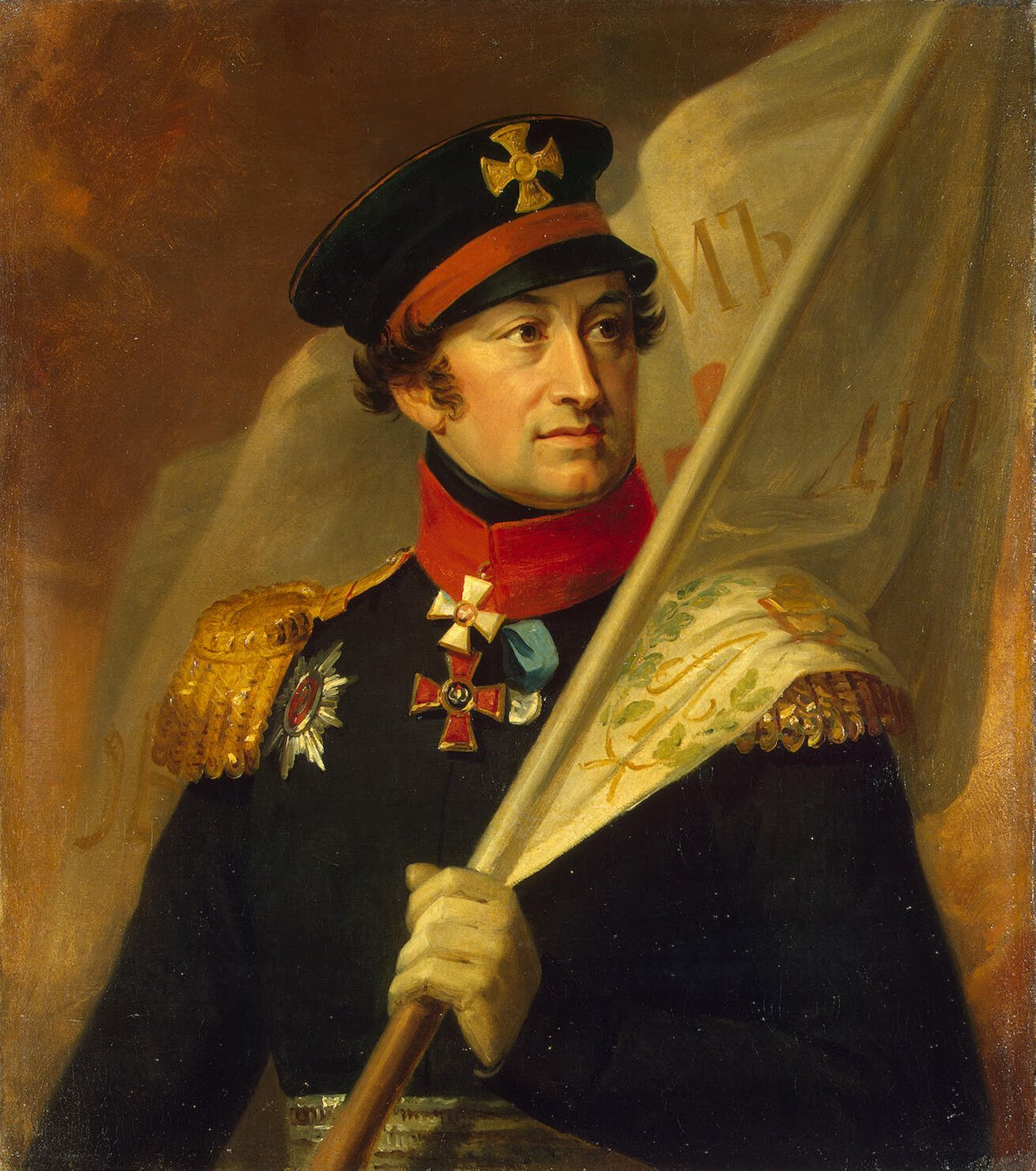
Александр Александрович, сын
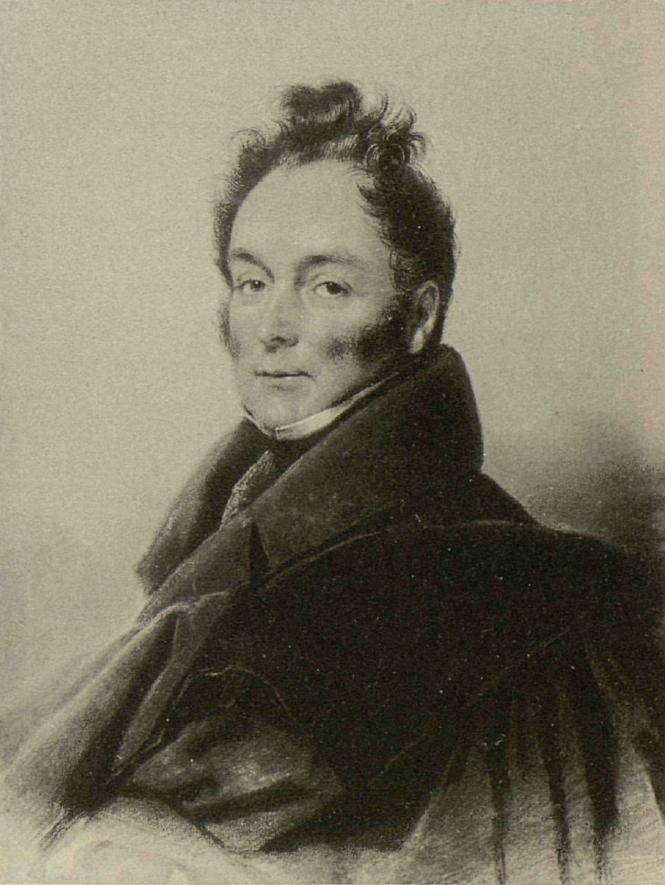
Александр Рибопьер, внук

## Награды
- Орден Святого апостола Андрея Первозванного (1774)
- Орден Святого Александра Невского (ок. 1772)
- Орден Святой Анны (1762)
- Орден Белого орла (Речь Посполитая)